# Pulsometer

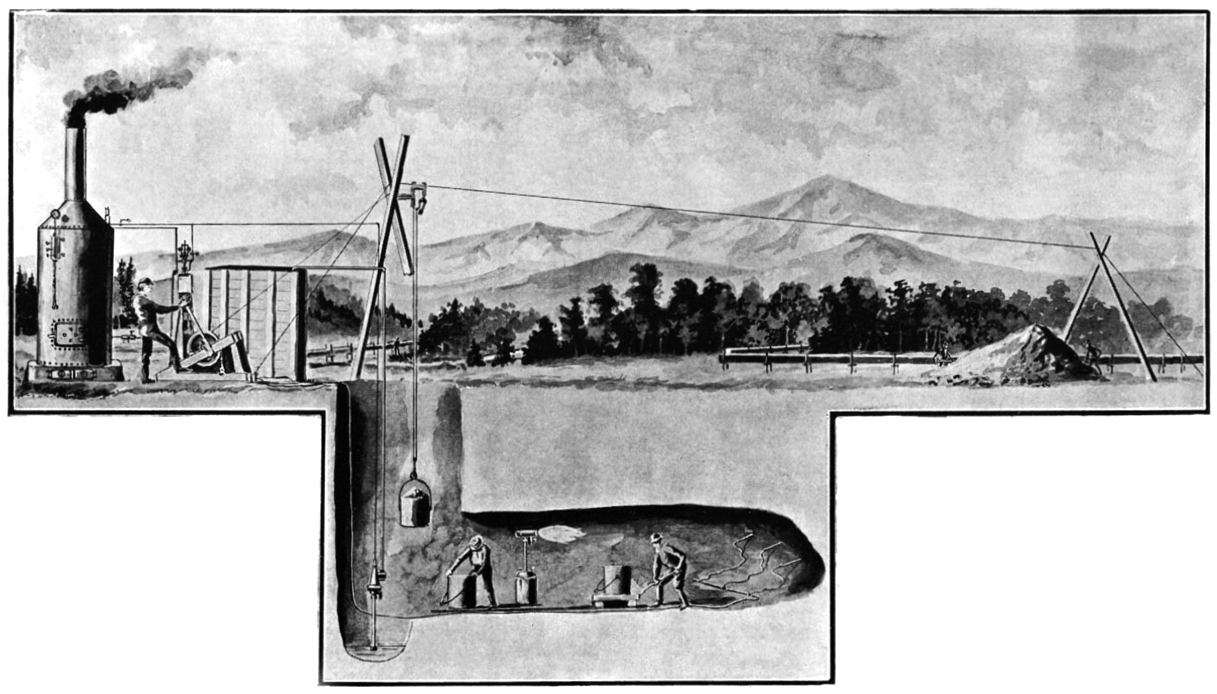
Pulsometer im Bergbau in Alaska um 1900

Ein Pulsometer ist eine aus der Dampfpumpe von Thomas Savery abgeleitete, kolbenlose, mit Dampf betriebene Pumpe, die zum Heben von Flüssigkeiten benutzt wurde.

## Ursprung

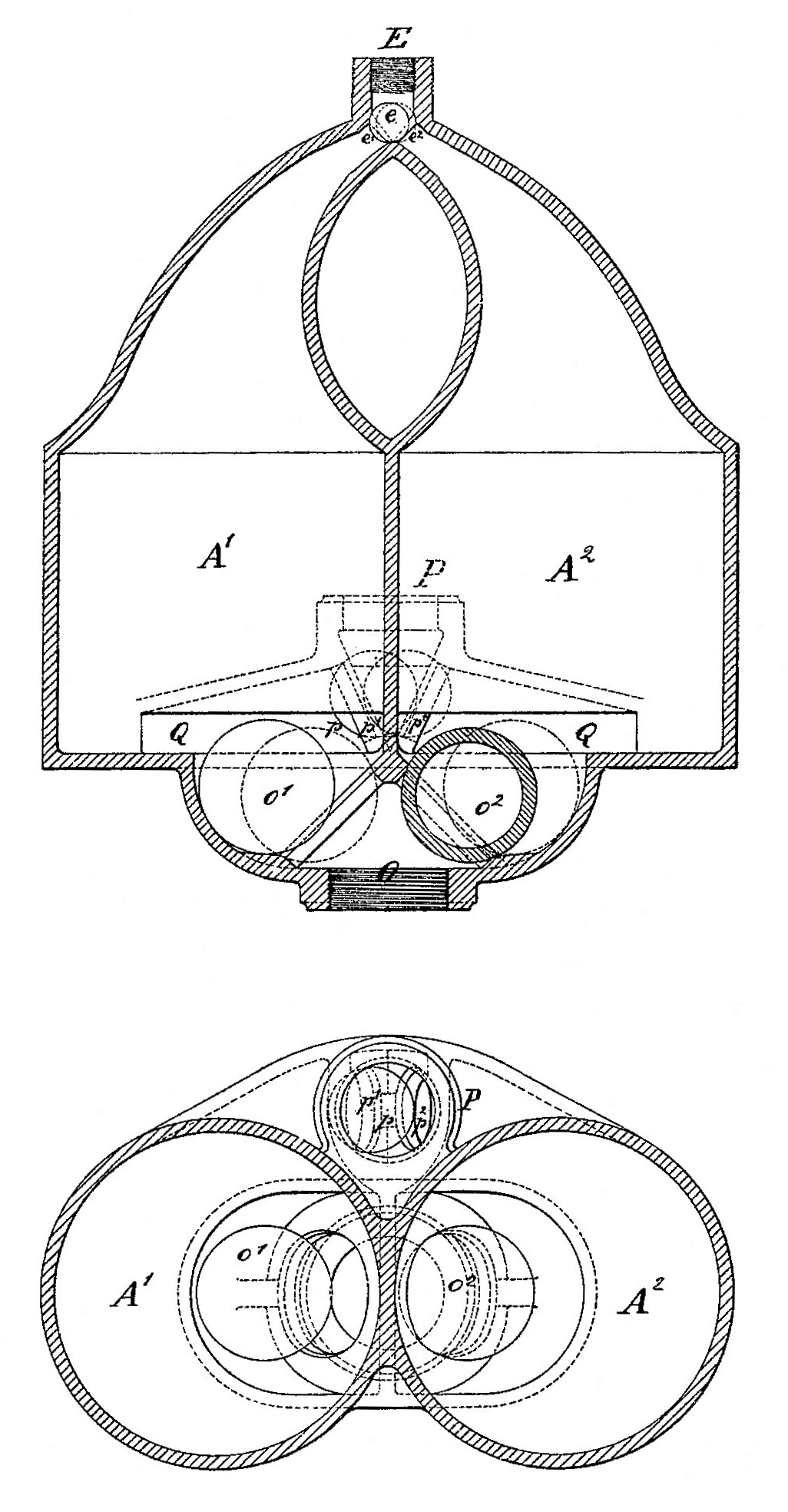
Pulsometer mit vier Kugelventilen nach US-Patent 131519.

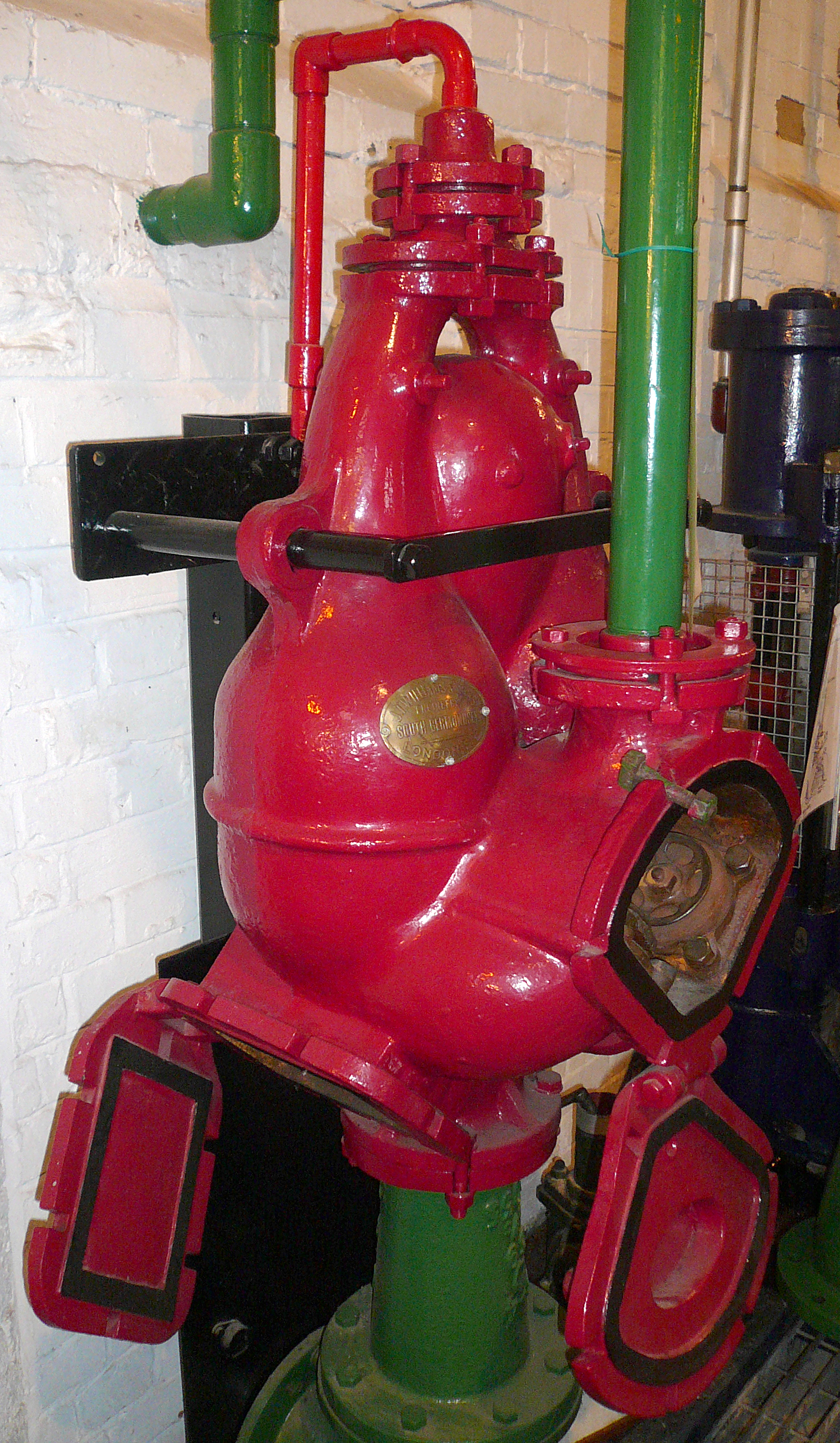
Pulsometer in Servicestellung (J.T. Williams & Sons, London).

Der Amerikaner Charles Henry Hall entwickelte die Pulsometerpumpe in den 60er Jahren des 19. Jahrhunderts. Seine Ergebnisse mündeten 1872 in 29 Patenten (US.Patente 131515 ff.). Durch seine Entwicklungen wurden die Schwierigkeiten der pumpenexternen Steuerung durch eine Verlagerung ins Pumpeninnere gelöst: Die Steuerung der Pumpe war nur noch von den inneren Druckverhältnissen abhängig.

## Prinzip
Der Name der Pumpe leitet sich von der pulsierenden Arbeitsweise ab. Sie besteht aus zwei Kammern, in denen der Dampf abwechselnd zur Wirkung gelangt. Die Auswahl (Steuerung) der Kammer geschieht durch ein Kugelventil: Die Kugel gibt den Dampf für eine Kammer frei, während sie die andere vakuumdicht verschließt. In der ursprünglichen Ausführung wurden auch die Saugventile (Zufluss) und das einzelne Druckventil (Abfluss) als Kugelventile, später jedoch als kreisförmige Gummiklappen ausgeführt: zwei Saugventile und zwei Druckventile (siehe Abbildung). Die gesamte Steuerung obliegt somit dem Kugelventil im Dampfeinlass. Die Position der Dampfventilkugel richtet sich einzig nach dem Druckunterschied zwischen beiden Kammern. Um die Verwirbelungen im einfließenden Dampf zu minimieren, sind die Kammern trichterförmig zum Kugelventil hin gezogen. Jeweils im oberen Bereich der Trichter findet sich ein Ventil, das bei entsprechendem Unterdruck Umgebungsluft in die Kammer lässt. Zur Verringerung der Kavitation ist im Einlassbereich ein Saugwindkessel vorgesehen, der räumlich zwischen den oberen Ausläufern der Kammern positioniert ist.

## Funktionsweise
Man nehme an, die zu fördernde Flüssigkeit sei Wasser und beide Kammern der Pumpe seien durch Rückfluss durch die Ventile zumindest teilweise gefüllt. Der Dampf strömt über das Kugelventil in eine der Kammern und drückt das Wasser, das sich in der Kammer befindet, durch das Auslassventil (Druckventil). Das Einströmen verwirbelt den Dampf, er kommt mit der Luft in der Kammer, der Kammerinnenfläche und auch der Wasseroberfläche in Kontakt, wodurch er abkühlt und kondensiert. Durch die Kondensation des Dampfes entsteht ein Unterdruck. Durch den Druckabfall ist es dem Dampf zum einen nicht mehr möglich, Wasser durch das Abflussventil zu drücken, zum anderen verschließt sich dadurch über das Kugelventil die Dampfzufuhr. In der Kammer kondensiert immer mehr Dampf, der Unterdruck wird so stark, dass Wasser über das Saugventil in die Kammer strömt. Dieses Wasser kühlt den Dampf weiter ab, die Kammer füllt sich weiter. Durch den Unterdruck öffnet sich auch das Unterdruckventil oben am Einlasstrichter. Die geringe Menge einströmender Luft sorgt für Verwirbelungen im Dampf, wodurch dieser schneller und vollständiger kondensiert. Hierdurch wird auch die Temperatur in der Kammer herabgesetzt. Durch den Verschluss der Dampfzufuhr bei beginnender Kondensation in der ersten Kammer wurde bereits die Dampfzufuhr in die zweite Kammer freigegeben. Die Abläufe in der zweiten Kammer sind analog zur ersten. In dem Moment, in dem der Dampf in der zweiten Kammer zu kondensieren beginnt, wird er für die erste Kammer wieder freigegeben und das Wasser aus der ersten Kammer heraus gedrückt. Der Pumpzyklus der ersten Kammer beginnt von neuem.

## Vorteile und Nachteile in der Anwendung
Wegen des direkten Kontakts des Pumpengehäuses mit der zu fördernden Flüssigkeit und dem antreibenden Dampf wurde es für Laugen aus Gusseisen, für Säuren aus Hartblei gefertigt. Von Vorteil ist neben der einfachen Konstruktion die relative Unempfindlichkeit des Pulsometers gegenüber Verschmutzungen und hohe Temperaturen der zur fördernden Flüssigkeit. Anwendungsgebiete waren neben der Entwässerung von Lehmgruben auch die Wasserversorgung von Dampflokomotiven auf freier Strecke. Den zur Förderung benötigten Dampf entnahm man hierbei aus dem eigenen Dampfsystem der Lokomotive. Nachteilig ist der im Vergleich zu anderen Pumpen hohe Dampfverbrauch pro geförderter Menge Flüssigkeit und deren damit konstruktiv verbundene Erwärmung. In Badeanstalten, in denen Pulsometer als Wasserpumpe eingesetzt wurden, gilt diese Erwärmung wiederum als Vorteil. Aufgrund ihrer Ineffizienz bei der Umsetzung von thermischer in potentielle Energie werden Pulsometer heutzutage nur noch selten benutzt.

## Galerie

Pulsometer im Kew Bridge Steam Museum
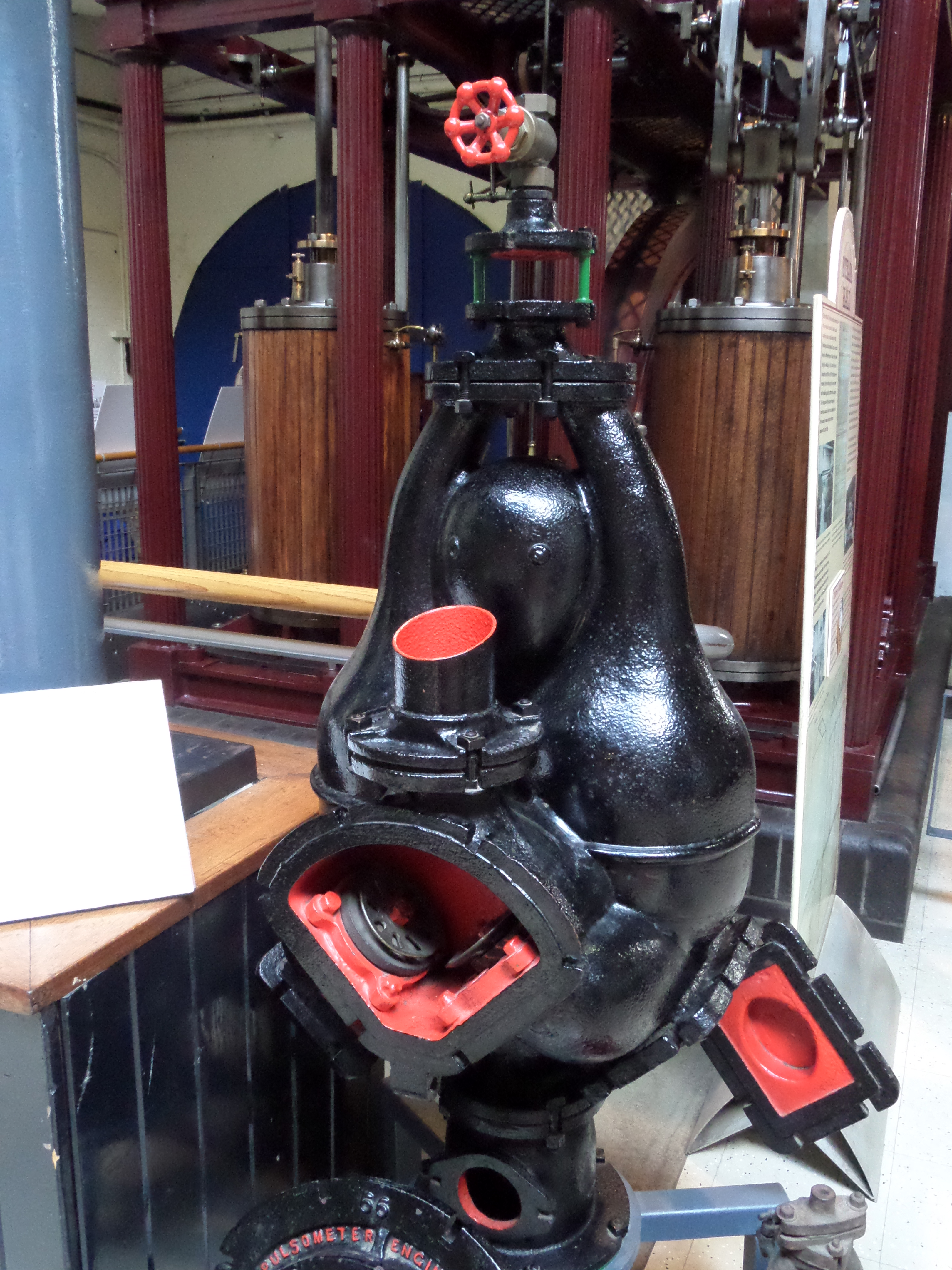
gusseisernes Pulsometer (Pulsometer Eng. Co. Ltd., London)
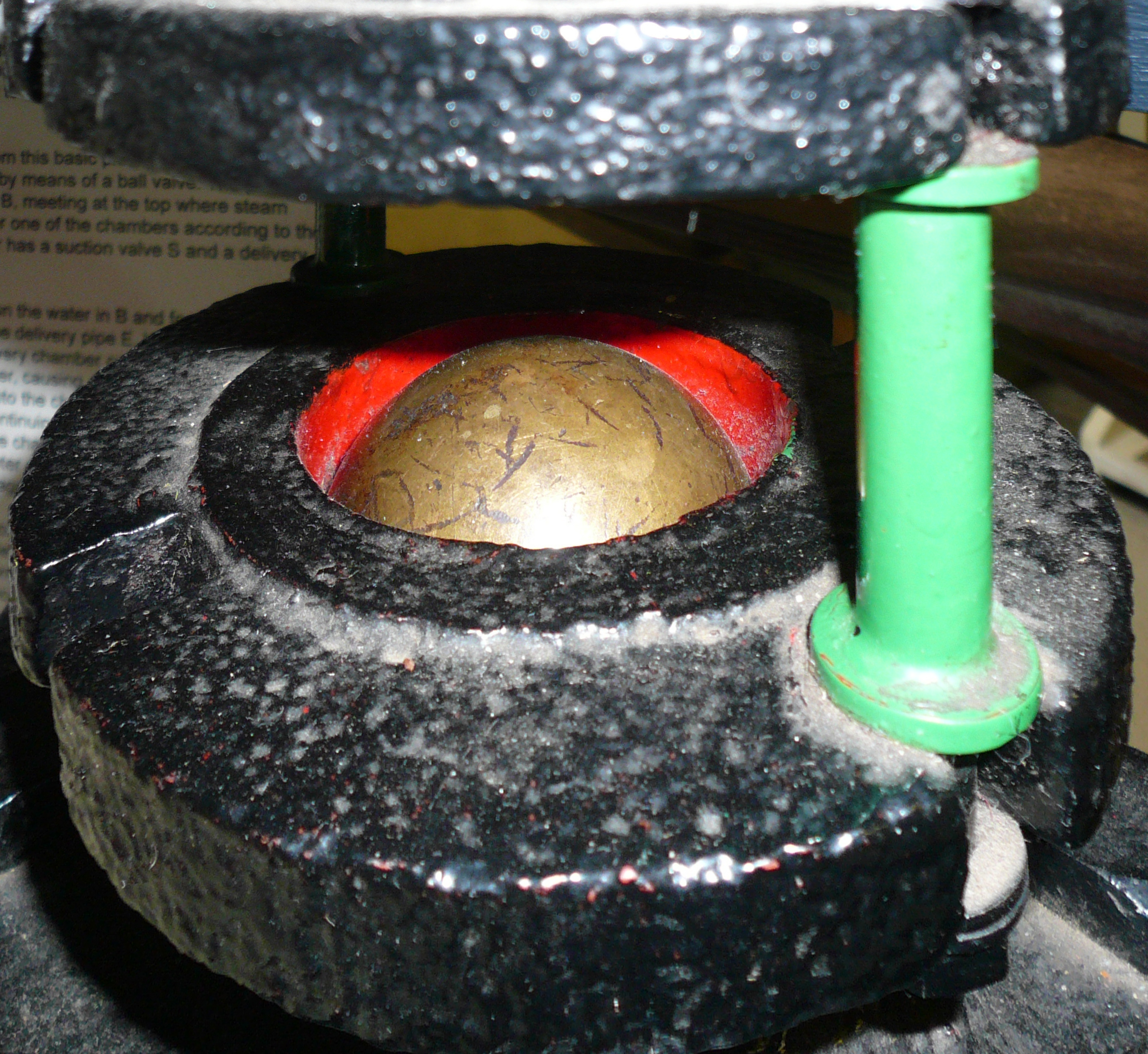
Kugelventil (Kugel aus Bronze)
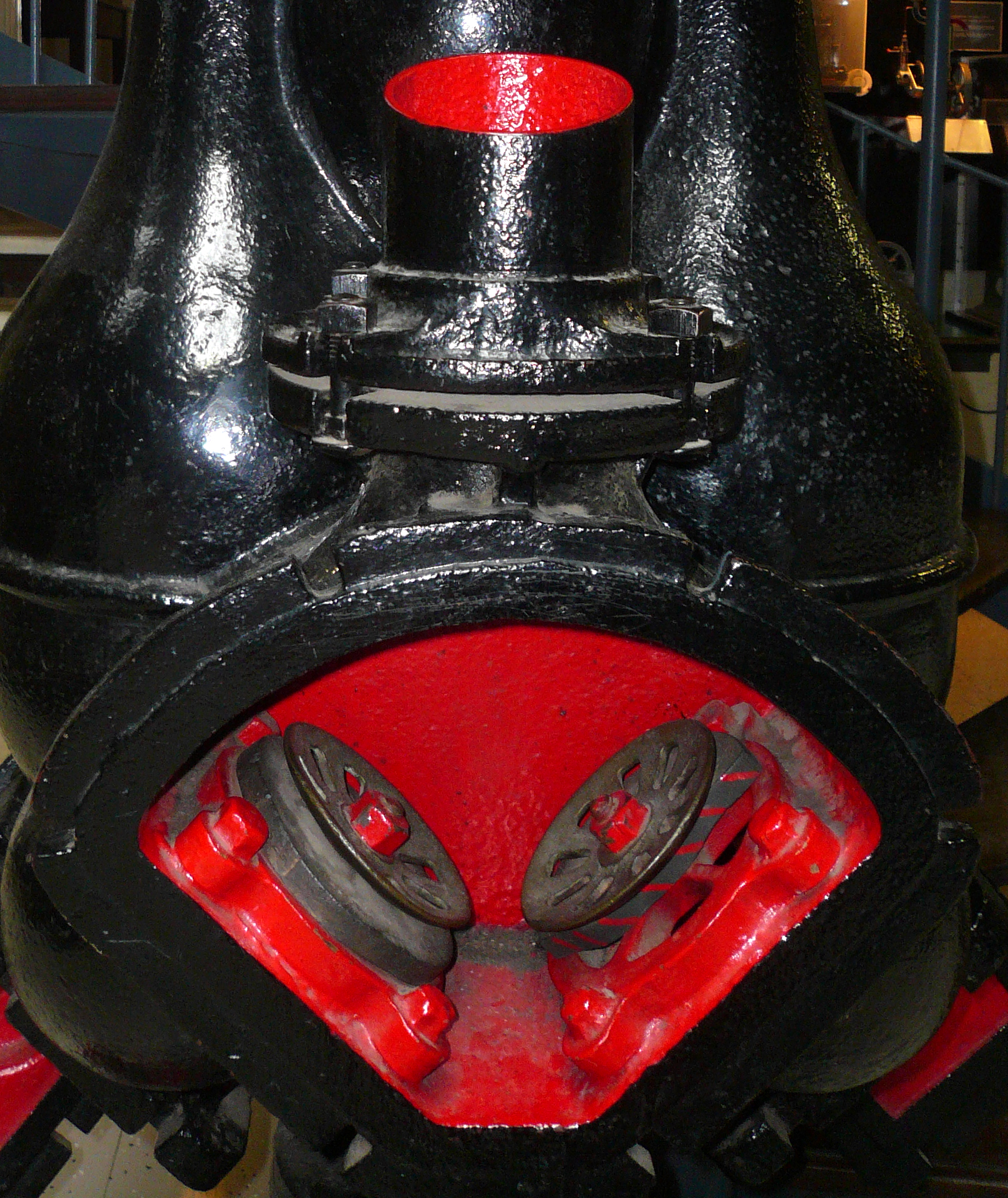
Abflusskammer des Pulsometers mit zwei Gummiklappenven-tilen. Abfluss nach oben, Gummiring des rechten Ventils zur Funktionsdarstellung angeschnitten.

## Existierende Exemplare

### In Betrieb
- Ein aus der Zeit der Errichtung der Achenseebahn im Jahr 1889 stammendes Pulsometer befindet sich an der bergseitigen Endstation am Seespitz am Achensee, Tirol, Österreich. Die am passenden Platz haltende Lokomotive liefert den Dampf, um Wasser aus dem wenige Meter entfernten See mittels Pulsometers in ihren Wasserkasten zu pumpen. Dafür wird eine Dampfleitung an der Seite der Lok mit einem zum Gleis schwenkbaren Teleskoprohr mit Überwurfmutter verschraubt. Dampf wird zu dem grünlackierten Pulsometer mit zwei Kammern aus Gusseisen geleitet, um Seewasser anzusaugen und über einen Schwenkstutzen in den Wasserkasten der Lok zu pumpen. Diese dampfgetriebene Pumpe arbeitet stoßweise und erinnert akustisch an einen Wasserwidder.[3]

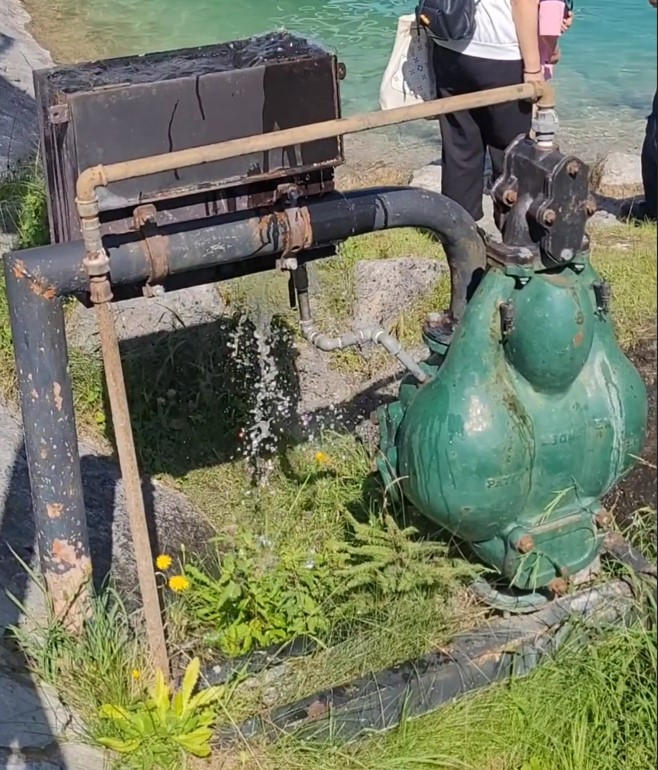
Pulsometer an der Achenseebahn im August 2024 in Betrieb.
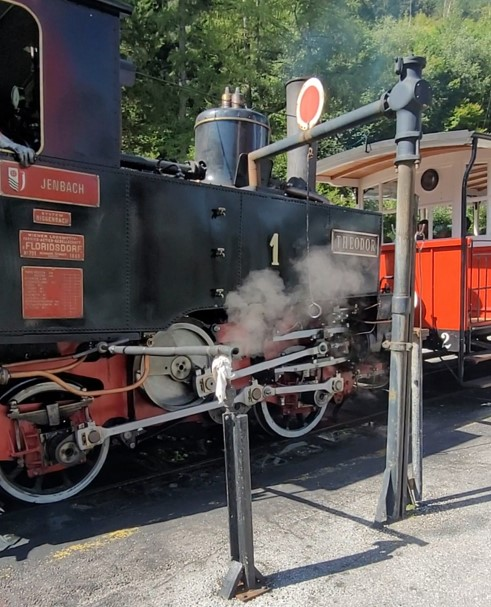
Anschluss an die Dampflok

### Stillliegend, ausgestellt
- London Museum of Water & Steam (gegründet 1975, bis vor Anfang 2014: Kew Bridge Steam Museum)
- Brede, Sussex, England